# Francesco Soderini
Francesco Soderini (ur. 10 czerwca 1453 we Florencji, zm. 17 maja 1524 w Rzymie) – włoski kardynał.

## Życiorys
Pochodził z Florencji. Był profesorem prawa na uniwersytecie w Pizie od 1476. 11 marca 1478 papież Sykstus IV mianował go biskupem Volterra, godność tę pełnił do 23 maja 1509. Kilkakrotnie służył jako ambasador Florencji wobec Stolicy Apostolskiej, królestwa Francji i ks. Mediolanu. Przeciwnik rodu Medyceuszy. Mianowany kardynałem 31 maja 1503 przez Aleksandra VI, dzięki rekomendacji króla Francji Ludwika XII. Od 12 czerwca 1503 kardynał prezbiter S. Susannae, od 15 września 1508 kardynał prezbiter Santi XII Apostoli, od 29 października 1511 kardynał biskup Sabiny, od 27 czerwca 1513 kardynał biskup Tivoli, od 18 lipca 1516 kardynał biskup Palestriny, od 9 grudnia 1523 kardynał biskup Porto e Santa Rufina i od 18 grudnia 1523 kardynał biskup Ostia e Valletri. Biskup Cortona od 6 marca 1504 do 23 maja 1505 i Vicenzy od 12 czerwca 1514 do 14 marca 1524, administrator diecezji Saintes od 27 lipca 1507 do 12 czerwca 1514, Narni od 21 kwietnia 1507 do 18 maja 1517 i Anagni od 1517 do 5 marca 1523. Protektor zakonów cysterskiego i kamedulskiego. W 1517 został oskarżony o współudział w spisku kardynałów Alfonso Petrucci i Bandinello Sauli przeciw Leonowi X, musiał zapłacić 12 500 dukatów grzywny. Udał się wówczas na dobrowolne wygnanie do Fondi w królestwie Neapolu, powrócił z niego do Rzymu po śmierci Leona X w grudniu 1521. W 1523 został ponownie aresztowany na rozkaz papieża Adriana VI z powodu podejrzeń o spiskowanie przeciwko kardynałowi-wicekanclerzowi Giulio Medici i zachęcanie króla Francji do inwazji na Sycylię, która była lennem papieskim. Po śmierci Adriana VI został uwolniony przez Św. Kolegium i dopuszczony do udziału w konklawe 1523. W jego wyniku jego wróg kardynał Medici został papieżem Klemensem VII, udzielił mu jednak przebaczenia. Dziekan kolegium kardynalskiego od grudnia 1523. Zmarł w Rzymie.